# 福佑路清真寺
福佑路清真寺，又叫北寺，是中国上海黄浦区的一家清真寺。

## 历史
该清真寺建成前，来自南京的穆斯林已租下两间房用于祈祷。1870年，一组31人的穆斯林筹钱买下400 m2的土地，在清朝同治九年建造了福佑路清真寺。该寺后来在1897年、1905年、1936年和1979年分别数次重建、扩建。

## 建筑

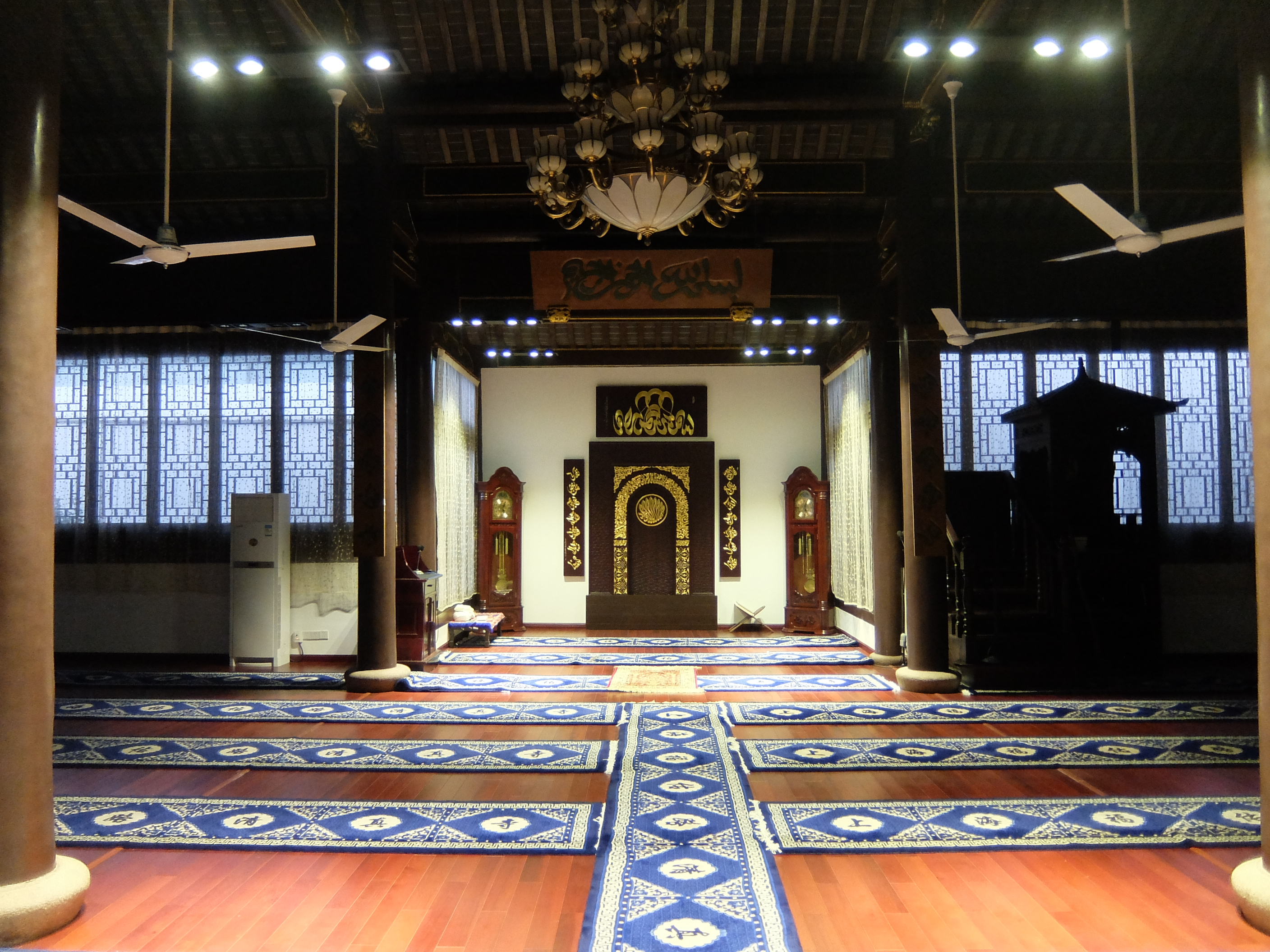
福佑路清真寺祈祷大厅

该寺占地1,520 m2，位于一家传统清朝风格的三层建筑。建筑包含了祈祷厅、观众厅、院长室、图书馆、会议厅、浴室和其他设施。该处入口处后有一个长方形的庭院。在庭院北部是沐浴房，南部是祈祷厅。
望月亭建在屋顶上。寺内也有各种图案风格和在屋顶横梁上画的镂空地板的装饰。

## 活动
该寺曾是上海穆斯林的政治、宗教和文化中心。它也是上海当代历史上第一家伊斯兰学校务本小学的诞生地。但现在它是祈祷和该城其他穆斯林活动的服务中心。它是1909年创立的上海伊斯兰董事会的所在地。

## 交通
上海地铁豫园站东步行即可到达该寺。